# 小行星3440
小行星3440（英語：3440 Stampfer）是一颗围绕太阳公转的小行星。1950年2月17日，卡尔·威廉·雷睦斯在海德堡发现了此天体。
这颗小行星的绝对星等为142.4644549266等。